# Concerto dell'estate
Il concerto dell'estate è una composizione di Ildebrando Pizzetti del 1928.

## Storia della composizione
Il critico Guido Gatti ha osservato che il maestro di Parma viene ricordato, in primo luogo, come autore di opere sceniche, e in particolar modo di drammi. Ciò in quanto, a suo giudizio, è in tali generi di composizione che si configura più nitida e decisa la personalità dell’autore.
Il concerto dell’estate fa parte di un gruppo di opere che Pizzetti compose dopo la sua nomina a direttore del Conservatorio di Milano nel 1924; fu un periodo di intenso lavoro, nel quale videro la luce diverse composizioni. Per il teatro scrisse, nel 1925, Lo straniero (rappresentato al Teatro dell'Opera di Roma il 29 aprile 1930 sotto la direzione di Gino Marinuzzi) e, nel 1927, Fra Gherardo (con prima esecuzione alla Scala di Milano il 16 maggio 1928, direttore Arturo Toscanini). Altre composizioni notevoli di quel periodo sono le musiche di scena per l’Agamennone di Eschilo (1930), cui seguirono quelle per Le Trachinie (1932) e l’Edipo a Colono (1936) di Sofocle, a conferma della grande passione di Pizzetti per il mondo ellenico. Nel campo della musica orchestrale, al 1928 risale il Concerto dell'estate, composizione che occupa un posto importante nella produzione del maestro in virtù dell’ampio respiro sinfonico e della solida architettura. La prima esecuzione avvenne il 28 febbraio 1929 a New York, ad opera della New York Philharmonic sotto la direzione di Arturo Toscanini, che dal 29 gennaio al 1º aprile avrebbe tenuto quarantatre concerti in varie città americane; in totale furono eseguite quarantadue composizioni di ventotto musicisti. Due anni dopo, il 20 febbraio 1931, Alfredo Casella scrisse a Pizzetti una lettera, dal Langham Hotel di Londra, per comunicargli di aver diretto il Concerto dell'estate con la London Philharmonic Orchestra, ottenendo dal pubblico londinese un "vivissimo successo".

## Struttura della composizione
Eduardo Rescigno nota come un tratto caratteristico del Concerto dell'estate sia il fatto di essere una composizione dove si manifesta pienamente l'amore di Pizzetti per la natura, un amore peraltro già rinvenibile nel Pizzetti critico musicale. In occasione di un’esecuzione, al Teatro Augusteo, di Fontane di Roma di Ottorino Respighi, Pizzetti, allorché volle sottolineare la notevole fattura della musica ma anche la sua (per lui) scarsa sostanza, osservò: "Vien fatto di pensare ai trucioli di pioppo: se ne può bruciare un corbello pieno e non s'arriva a scaldarsi le mani". Un quartetto di Max Reger gli ricordava i fiori "che da noi, in Emilia, si chiaman fiori del freddo", mentre il contrappunto della Sonata per violino e violoncello di Maurice Ravel non lo convinceva, in quanto ritenuto "più nudo e malinconico di un ramoscello d’albero a mezzo novembre".
Nella scelta del titolo, osserva ancora Rescigno, si avverte la volontà di Pizzetti di chiarire il suo atteggiamento: perché "Concerto" e non "Poema sinfonico?" La scelta di questo secondo termine avrebbe posto l'accento sull'aspetto puramente "sinfonico" della composizione, sulla "musica pura" vista nell'ottica di un aereo gioco di arabeschi sonori. 
Ma Pizzetti, allo stesso modo in cui immaginava i trucioli di pioppo utilizzati per fare il fuoco e immediatamente pensava alla mano del contadino che cercava un po' di calore, è di diverso avviso e ha preferito il termine "Concerto", dove c’è in qualche modo l'idea del rapporto e del contrasto, dove si rinviene il duplice piano dialettico del solista e dell’orchestra, della natura e dell'uomo..
Il primo movimento Mattutino in tempo "Vivace e arioso", si basa essenzialmente sull’alternanza di due differenti figure tematiche, una prima vivace e festosa e una seconda più quieta e meditativa. 
Il motto introduttivo iniziale formato di sole tre note è di una lapidaria incisività, degna di un Beethoven; esso ricompare nello svolgimento del movimento iniziale, contrassegnato dalla distesa cantabilità e dal brillante e luminoso colore che attraversa tutta la pagina, conferendole slancio e vigore. Nella sezione lenta è l'oboe che espone il secondo tema importante del Mattutino, dal tono malinconico e dolente. Ma tosto si ritorna al motto introduttivo di tre note, annunciato vigorosamente dalle varie sezioni orchestrali fin quando, dopo un apice di intensità sonora, è il corno inglese che riprende il secondo tema annunciato precedentemente dall'oboe.
Un breve calo d'intensità dell'orchestra riporta al motto di tre note che passa tra le sezioni orchestrali in un crescendo continuo, fino al fortissimo di grande effetto sonoro. Poi, la musica si placa per sfociare nell'episodio in cui gli ottoni ripetono una nota lunga sul sottofondo di un motivo a girotondo dell’orchestra come un’allegra danza paesana accompagnata da un festoso scampanio, fino all’energica chiusura finale.
Il secondo movimento Notturno (Largo) si differenzia alquanto dal precedente per la placida atmosfera che lo pervade, dove, salvo alcuni episodi, quasi mai l’orchestra sale molto d’intensità, mentre prevale, per contro, il richiamo della natura con i suoi sussurri e mormorii silvestri. Dopo l’introduzione degli archi, sono i fiati a esporre il tema principale iniziale. Degno di nota è il magnifico assolo del flauto, tenero e intenso come un inno alla gioia e alla bellezza del mondo, al quale si affiancano le suggestive entrate del corno in staccato.
Fa seguito il ritorno del motivo iniziale, questa volta arricchito anche da interventi solistici come nel caso del violoncello con la sua distesa e un poco malinconica cantabilità; poi, è la volta della conclusione in cui riappare il flauto al quale spettano le ultime battute sul sottofondo dell’arpa che ripete una sola nota.
Il terzo movimento conclusivo, indicato in partitura Gagliarda e Finale (Allegro vigoroso), inizia con il ritmo energico di una gagliarda, danza italiana in ritmo ternario puntato e in voga presso le corti, fin quando nel ’500-’600 passò nelle parti della Suite strumentale, generalmente preceduta dalla pavana, venendo poi sostituita con la corrente. È evidente in questo movimento l'interesse di Pizzetti, accanto al canto gregoriano, anche per le antiche forme di danza italiana. 
Lo sviluppo assume un andamento rapsodico, nel corso del quale a emergere è questa volta il clarinetto con il suo motivo meditabondo e alquanto serioso.
Nel finale le sonorità orchestrali sembrano riprendere vigore con il ritorno del tempo di gagliarda, ma è solo un episodio; l’intensità gradualmente si smorza fino a condurre alla placida chiusura da parte di archi e fiati con cui si conclude degnamente il Concerto, opera nella quale Pizzetti ha saputo esibire un’ispirazione tra le più alte del Novecento musicale.

## Discografia parziale
- Berliner Symphoniker; Carl August Bünte (Fratelli Fabbri Editori, IGM 1014)
- Orchestre de la Suisse Romande; Lamberto Gardelli (Decca)
- Thessaloniki State Symphony Orchestra; Myron Michailidis (Naxos)